# Обикновен буревестник
Обикновеният буревестник (Puffinus puffinus) е птица от семейство Буревестникови (Procellariidae). Среща се и в България.